# Solo para Machos
Solo para Machos es una serie de televisión boliviana de origen dramático. Fue producida por Black Box en conjunto con la Fundación CISTAC Bolivia y fue emitida desde septiembre hasta diciembre de 2017 por el canal de televisión, RTP. 
La serie tiene un carácter feminista, reflejando el día a día de varias parejas y como afrontan sus problemas en general.

## Argumento
La serie cuenta la historia de dos familias, una proveniente de la ciudad de La Paz y otra de El Alto
La trama en general es el machismo en la sociedad; con base en las prácticas frecuentes que relegan a la mujer, así como problemas de género, infidelidad, violencia física y psicológica, el VIH, los embarazos no deseados y la violencia sexual.

## Elenco
- Hernan Soto Escalante como Javier
- María Villa Burgos como Mónica
- Claudio Tejada del Carpio como Claudio
- Rosa Valero Mamani como Julieta
- Gregorio Ibáñez Valencia como Enrique
- Carmen Contreras Murillo como Daniela
- Pablo Román Cruz como Miguel
- Luz Alonso Mamani como Luz

## Producción
Originalmente, la serie no obtuvo interés de algún canal para su estreno. Fue una campaña organizada por las fundaciones Cistac y Mosoj Runita (siendo la primera, acreditada como productora de la serie).
Fue impulsada, en su mayoría por el director de Cistac, Jimmy Telleria, quien expresó su interés en transmitir Solo para Machos en varios canales, además de RTP.
Contó con la producción de Cistac, en conjunto con la productora Tribu Prayadi, quienes grabaron en su conjunto, un total de 13 capítulos.

Vivimos en una sociedad machista. Éste es un tema que está generando mayor inequidad en la sociedad
-Jimmy Telleria, director de CISTAC

## Episodios
| Temporada | Temporada | Eps. | Bolivia            | Bolivia           | Cadena original          |
| Temporada | Temporada | Eps. | Comienzo           | Final             | Cadena original          |
| --------- | --------- | ---- | ------------------ | ----------------- | ------------------------ |
|           | 1         | 13   | Septiembre de 2015 | Diciembre de 2015 | Radio Televisión Popular |

| N.º (serie) | Título        | Director        | Guionista      | Emisión original | Audiencia (en millones) |
| ----------- | ------------- | --------------- | -------------- | ---------------- | ----------------------- |
| 1           | «Episodio 1»  | Jonathan Armaza | Alvaro Alvarez | 2015             | -                       |
| 2           | «Episodio 2»  | Jonathan Armaza | Alvaro Alvarez | 2015             | -                       |
| 3           | «Episodio 3»  | Jonathan Armaza | Álvaro Álvarez | 2015             | -                       |
| 4           | «Episodio 4»  | Jonathan Armaza | Alvaro Alvarez | 2015             | -                       |
| 5           | «Episodio 5»  | Jonathan Armaza | Alvaro Alvarez | 2015             | -                       |
| 6           | «Episodio 6»  | Jonathan Armaza | Alvaro Alvarez | 2015             | -                       |
| 7           | «Episodio 7»  | Jonathan Armaza | Alvaro Alvarez | 2015             | -                       |
| 8           | «Episodio 8»  | Jonathan Armaza | Alvaro Alvarez | 2015             | -                       |
| 9           | «Episodio 9»  | Jonathan Armaza | Alvaro Alvarez | 2015             | -                       |
| 10          | «Episodio 10» | Jonathan Armaza | Alvaro Alvarez | 2015             | -                       |
| 11          | «Episodio 11» | Jonathan Armaza | Alvaro Alvarez | 2015             | -                       |
| 12          | «Episodio 12» | Jonathan Armaza | Alvaro Alvarez | 2015             | -                       |
| 13          | «Episodio 13» | Jonathan Armaza | Álvaro Álvarez | 2015             | -                       |

## Recepción

### Emisión
Se estrenó entre septiembre y diciembre del 2015, en el canal de televisión, RTP. También se pronosticó que se emitiera en 20 localidades, alrededor de Bolivia, en conjunto con varios canales locales y de provincias.   

#### Emisión internacional
Luego de su emisión en RTP, varias cableoperadoras de Perú (entre ellas, Best Cable TV) mostraron interés en retransmitir la serie, por lo que llegó a ciudades como Trujillo, Chiclayo, Puno y Casma.